# Швейцарский федеральный архив
Швейца́рский федера́льный архи́в (нем. Schweizerisches Bundesarchiv, фр. Archives fédérales suisses, итал. Archivio federale svizzero, романш. Archiv federal svizzer) осуществляет хранение документов Федерального собрания, Федерального совета, Федерального правительства и швейцарских представительств за рубежом. Архив административно подчиняется Федеральному департаменту внутренних дел. С 2018 года временно исполняющим обязанности директора Федерального архива является Филиппе Кюнцлер.

## История и фонды
Государственное архивное дело в Швейцарии берёт своё начало с Центрального архива Гельветической республики, основанного 18 декабря 1798 года. Впоследствии его сменили архив периода акта посредничества (1803—1813), архив периода дневного собрания (1814—1848) и архив федерации (с 1848 года).
В Федеральном архиве помимо государственных документов хранятся частные архивы значимых персон. Большинство из этих документов доступны свободно. Для документов с более поздними датами в большинстве случаев действует срок защиты 30 лет. Для того, чтобы получить информацию о ещё охраняемых документах, необходимо подать запрос в Федеральный архив. Разрешение на ознакомление с документами, как правило, предоставляет тот орган, который передал их на хранение.
В Федеральном архиве хранится около 60 000 погонного метра аналоговых документов и более 15 терабайт цифровых документов. При переходе Федерального правительства на цифровое управление делами в будущем все документы будут архивироваться только в цифровом виде. Аналоговые документы, которые особенно востребованы, частично оцифрованы и доступны в Интернете.
Здание архива построено в 1896—1899 годах под руководством архитектора Теодора Голя. Архив располагается по адресу: улица Архивштрассе дом 24 в районе Кирхенфельд в Берне. До 1931 года архив делил помещения со Швейцарской национальной библиотекой. С 1980 по 1985 год здание было полностью отреставрировано и расширено подземным хранилищем, в котором хранится большая часть фондов.